# Fuglie socken
Fuglie socken i Skåne ingick i Skytts härad, uppgick 1967 i Trelleborgs stad och området ingår sedan 1971 i Trelleborgs kommun och motsvarar från 2016 Fuglie distrikt.
Socknens areal är 9,41 kvadratkilometer varav 9,31 land. År 2000 fanns här 244 invånare. Kyrkbyn Fuglie med sockenkyrkan Fuglie kyrka ligger i socknen. 

## Administrativ historik
Socknen har medeltida ursprung. 
Vid kommunreformen 1862 övergick socknens ansvar för de kyrkliga frågorna till Fuglie församling och för de borgerliga frågorna bildades Fuglie landskommun. Landskommunen uppgick 1952 i Skegrie landskommun som uppgick 1967 i Trelleborgs stad som 1971 ombildades till Trelleborgs kommun. Församlingen uppgick 2002 i Hammarlövs församling.
1 januari 2016 inrättades distriktet Fuglie, med samma omfattning som församlingen hade 1999/2000.  
Socknen har tillhört län, fögderier, tingslag och domsagor enligt vad som beskrivs i artikeln Skytts härad. De indelta soldaterna tillhörde Södra skånska infanteriregementet, Skytts kompani, Skånska dragonregementet, Haglösa skvadron, Haglösa kompani och Skånska husarregementet, Arrie skvadron, Månstorps kompani.

## Geografi
Fuglie socken ligger norr om Trelleborg. Socknen är en odlad slättbygd på Söderslätt.

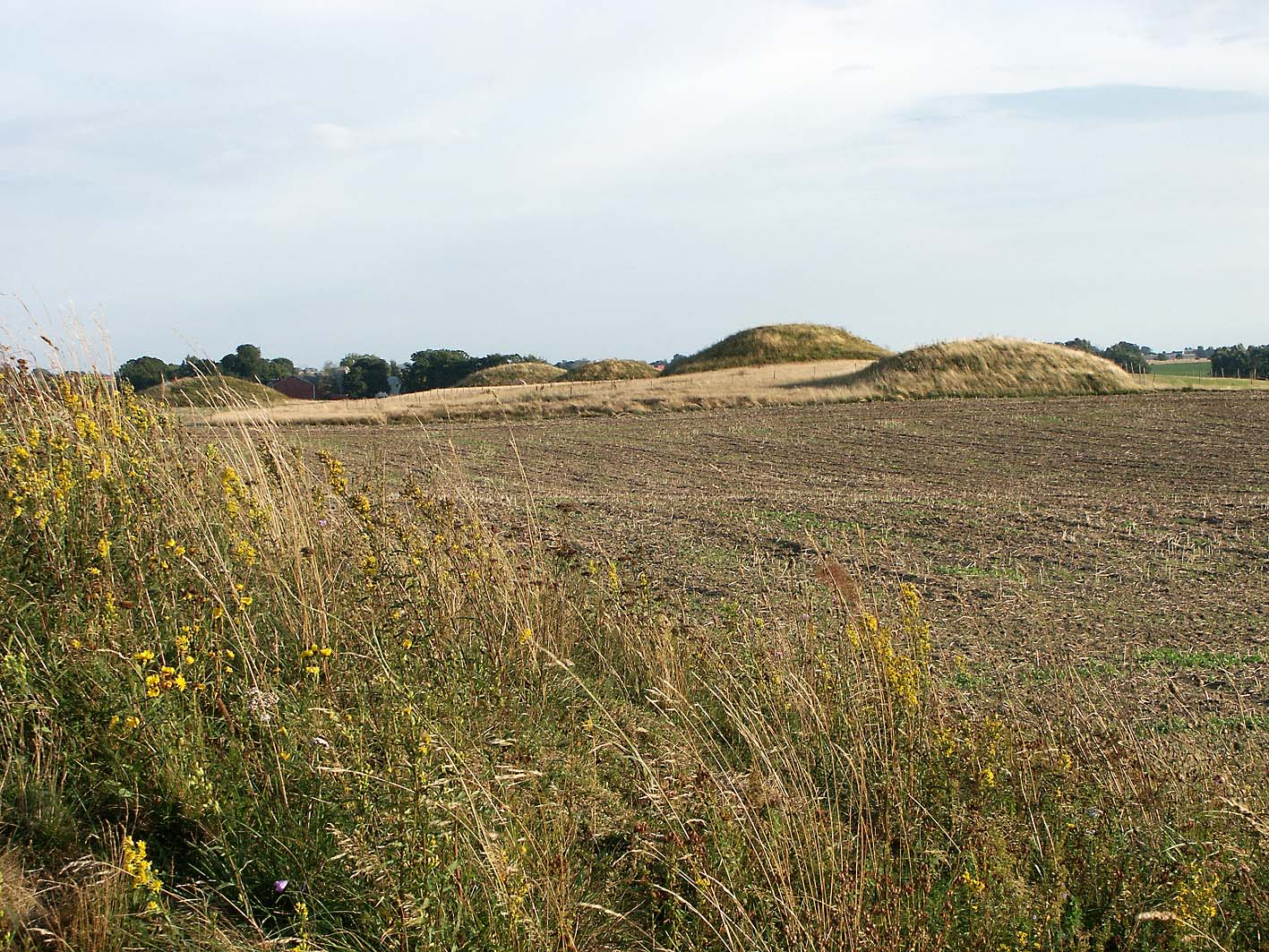
Steglarpsgravfältet, ett av Nordens största höggravfält från bronsåldern, ligger i socknens nordöstra del på gränsen till Mellan-Grevie socken.

## Fornlämningar
Boplatser och lösfynd från stenåldern är funna. Från bronsåldern finns gravhögar, bland annat på Steglarps gravfält. Tre runstenar har påträffat.

## Namnet
Namnet skrevs i mitten av 1100-talet Fuglhöge och kommer från kyrkbyn. Efterleden är hög. Förleden innehåller fughl, 'fågel'..